# Google Gears
Google Gears è stata un'applicazione web beta offerta da Google in grado di fornire accesso off-line ad alcuni servizi che solitamente funzionano on-line. 
Essa installava un database engine, basato su SQLite, sul sistema del client per archiviare in locale i dati. Le pagine così abilitate da Google Gears utilizzavano i dati della cache locale al posto dei servizi on-line.
Usando Google Gears, un'applicazione web poteva periodicamente sincronizzare i dati nella cache locale con il servizio on-line. Se non era disponibile una connessione in rete, la sincronizzazione era differita fino a quando la connessione non era stabilita nuovamente. Quindi Google Gears consentiva alle applicazioni web di lavorare anche quando l'accesso ai servizi della rete è assente.
Google Gears è stata abbandonata da Google in favore dello standard HTML5.